# 企業対政府間取引
企業対政府間取引（英: business-to-government、business-to-administration、B2G、B2A ） は、サプライヤーとしての企業と顧客としての政府機関との間の取引を指す。
公共部門の組織は、一般に、提案依頼書 (RFP)、情報提供依頼書 (RFI)、見積依頼書、および求められた情報源の形で入札を投稿し、民間企業のサプライヤーがそれに対応する。企業対政府ネットワークは、企業が逆オークションを通じて提案依頼書の形で提示される政府の商談に入札するためのプラットフォームを提供する。
B2Gには、企業間取引マーケティングの一部であるの公共部門マーケティングも含まれる。企業は地方自治体や中央官公庁に対し、戦略的パブリック・リレーションズ、ブランディング、マーケティング・コミュニケーション、広告、ウェブベースのコミュニケーションなどの統合マーケティング手法を通してアプローチを行う。